# منتخب سارلاند لكرة القدم
منتخب سارلاند لكرة القدم (بالألمانية: Saarländische Fußballnationalmannschaft) هو المنتخب الوطني لكرة القدم الذي كان يمثل سارلاند منذ عام 1950 وحتى عام 1956 خلال فترة الاحتلال الفرنسي بعد الحرب العالمية الثانية. حيث أن فرنسا عارضت إدراج سارلاند كجزء من جمهورية ألمانيا الاتحادية حتى عام 1956، حيث تمت إدارة سارلاند على أنها جزء منفصل عن ألمانيا تحت اسم محمية سار.
عارض سكان سارلاند الانضمام لفرنسا فتم تأسيس كيان مستقل خاص بهم. في عام 1950 تم تأسيس لجنة أولمبية وطنية لسارلاند مما سمح لها بالمشاركة في الألعاب الأولمبية الصيفية لعام 1952. لم يعتبر السارلانديون أنفسهم جزء مستقلا عن ألمانيا، لذلك لم يقوموا بتصنيف فريقهم كـ«منتخب وطني»، وفضلوا على أن يتعاملوا معه على أنه مجرد «فريق مختار» (بالألمانية: Auswahl) أوما يشبه هذا المعنى من مصطلحات.

## التاريخ
تأسس اتحاد سارلاند لكرة القدم (SFB) (بالألمانية: Saarländischer Fußball-Bund) في 25 يوليو 1948 في مدينة سولزباخ السارلاندية، وكان ويلي كوخ أول رئيس للاتحاد.
لعب المنتخب فقط 19 مباراة، 10 منهم ضد فرق من الدرجة الثانية، لكنه شارك في تصفيات كأس العالم لكرة القدم لعام 1954 انتهت بتقدمه على النرويج عندما فاز عليهم في مباراة وقعت في أوسلو. قبل بدء كأس العالم لكرة القدم 1954 في سويسرا، استضاف منتخب سارلاند على أرضه في 5 يونيو بطل العالم في ذلك الوقت منتخب الأوروغواي لكرة القدم وخسروا أمامه بنتيجة 1-7، في وقت آخر لعب منتخب سارلاند ضد فرق من الدرجة الأولى مباريات ودية عدة، مثل مباراته مع يوغسلافيا (5-1) وهولندا (2-1، 3-2) وسويسرا (1-1).
نتيجة لاستفتاء عام 1955، أصبحت سارلاند جزء من جمهورية ألمانيا الاتحادية في 1 يناير 1957. ونتيجة لذلك أنهى اتحاد سارلاند لكرة القدم عضويته في الفيفا كاتحاد مستقل وأصبح جزء من اتحاد ألمانيا لكرة القدم. أصبح المدرب هيلموت شون الذي أدار منتخب سارلاند منذ 1952 مدربا لمنتخب ألمانيا لكرة القدم الذي حقق نجاحا في عهده في ستينات وسبعينات القرن العشرين. يجدر بالذكر أن السارلاندي هيرمان نويبيرغر قد اقترح في عام 1962 إنشاء دوري الدرجة الأولى الألماني والذي يشتهر باسم البوندسليغا (بالألمانية: Bundesliga)، كما نظم بطولة كأس العالم لكرة القدم 1974 التي أقيمت في ألمانيا الغربية، وشغل منصب رئيس الاتحاد الألماني لكرة القدم منذ عام 1975 وحتى عام 1992.

## تصفيات كأس العالم لكرة القدم 1954
كانت بطولة كأس العالم لكرة القدم لعام 1954 هي المرة الوحيدة التي شاركت فيها سارلاند في التقدم لهذه البطولة، حيث كانت سارلاند ضمن المجموعة 1 التي تتضمن أيضا منتخبات ألمانيا الغربية والنرويج.
كانت النتيجة فشل منتخب سارلاند لكرة القدم بالتأهل لكأس العالم 1954، حيث حلّ في المرتبة الثانية في مجموعته بعد ألمانيا الغربية وقبل النرويج في عدد النقاط. الجدول التالي يوضح نتائج المباريات التي لعبتها تلك المجموعة:
| التاريخ        | المكان   | المستضيف        | النتيجة | الضيف           |
| -------------- | -------- | --------------- | ------- | --------------- |
| 24 يونيو 1953  | أوسلو    | النرويج         | 2 - 3   | سار             |
| 19 أغسطس 1953  | أوسلو    | النرويج         | 1 - 1   | ألمانيا الغربية |
| 11 أكتوبر 1953 | شتوتغارت | ألمانيا الغربية | 3 - 0   | سار             |
| 8 نوفمبر 1953  | ساربروكن | سار             | 0 - 0   | النرويج         |
| 22 نوفمبر 1953 | هامبورغ  | ألمانيا الغربية | 5 - 1   | النرويج         |
| 28 مارس 1954   | ساربروكن | سار             | 1 - 3   | ألمانيا الغربية |

كانت النتيجة النهائية للمجموعة تأهل ألمانيا الغربية للبطولة وخروج سارلاند والنرويج، كما يوضح الجدول التالي:
| الترتيب | فريق            | نقاط | لعب | فاز | تعادل | خسر | أهداف له | أهداف عليه |
| ------- | --------------- | ---- | --- | --- | ----- | --- | -------- | ---------- |
| 1       | ألمانيا الغربية | 7    | 4   | 3   | 1     | 0   | 12       | 3          |
| 2       | سار             | 3    | 4   | 1   | 1     | 2   | 4        | 8          |
| 3       | النرويج         | 2    | 4   | 0   | 2     | 2   | 4        | 9          |

## سجل المنتخب في كأس العالم
- 1950 – قُبِلَ كعضو في الفيفا قبل أسبوعين فقط من البطولة
- 1954 – لم يتأهل

## هوامش
1. ↑  لم يكن جميع لاعبي المنتخب سارلانديون حيث كان بعضهم يلعب في نوادي سارلاند لكرة القدم لكنهم من أماكن أخرى خارج محمية سار.